# Ханза
Авакя́н Ишха́н Каре́нович (арм. Ավագյան Իշխան Կարենի, род. 26 февраля 1995 года, Ноемберян, Армения), более известный под псевдонимом Ханза — российский музыкант, певец и автор-исполнитель армянского происхождения.

## Биография
Ишхан Авакян родился 26 февраля 1995 года в городе Ноемберян, Армения. Когда Ишхану было 2 года, он с семьёй переехал в Россию. Семья часто переезжала из города в город, поэтому Ишхану пришлось учиться в 4 школах.
В 2017 году Ишхан закончил экономический факультет Саратовского Государственного университета, направление менеджмент.

## Карьера

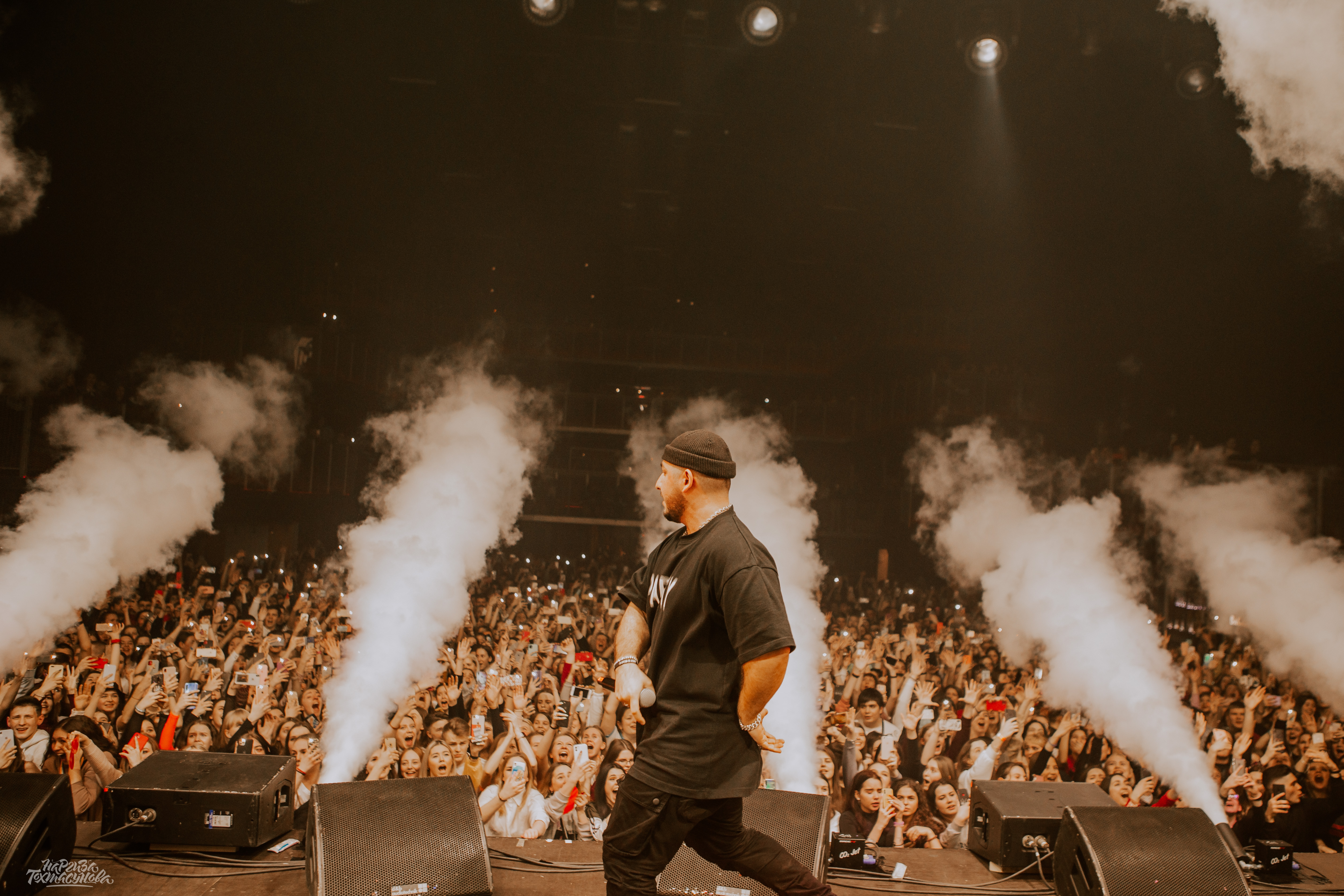
Концерт

В 2017 году вместе с Орханом Оруджевим (Джаро) создали в Саратове дуэт Джаро&Ханза. В то время Ханза написал песню и начал поиски звукозаписывающей компании. Он остановился на студии, владельцем которой был Джаро. Первый трек дуэта был записан в день знакомства.
Первым официальным клипом коллектива стало видео на песню «ДамаLove», премьера которого состоялась 18 октября 2018 года. Песню взяли в ротацию ряд радиостанций.
В первые месяцы после публикации клип набрал более 2 миллионов просмотров на YouTube.
Следующим хитом стала песня «Королева танцпола», клип на которую был выпущен 26 июля 2019 года на Youtube и за несколько недель набрал более 3 млн просмотров. Хит занял первые позиции разных чартов. Следующим хитом стала песня «Ай ай ай». Песня «Ты мой кайф» попала на первые места в чартах Мексики, Венесуэлы, Колумбии, Испании, Португалии, Германии. Также песня вошла в топ-10 хитов TikTok России.
В январе 2019 года Ишхан вместе с друзьями запустили музыкальный лейбл «Legacy Music». Они взяли под продюсирование таких артистов, как Ramil’, Мэвл, 10AGE, Konfuz, Kambulat, Горный.
В 2019 году у дуэта был гастрольный тур по городам России. В 2020 году дуэт записал совместную песню с Ольгой Бузовой — «Mira me Bebe».
По итогам 2020 года дуэт Джаро & Ханза вошел в тройку топовых артистов России по версии TikTok.
В 2021 году дуэт выпустил ремикс совместно с French Montana и Nicky Jam на песню «Ты мой кайф».
Дуэт распался из-за разногласий между участниками.
12 мая 2021 года, дуэт вновь возобновился, и вышли композиции: «Емаея», «Соччи», «Краса», «Движ Окраин», «Холодно стало», «Селяви», «Слышь, малая» и «Всё казалось мило». 

## Спорт
С раннего детства Ишхан занимался боевыми искусствами, такими как: бокс, самбо, ушу-Саньда, тхэквондо. Также занимался жимом штанги лёжа. Имеет награды российского и международного уровня. Является 4 кратным чемпионом Европы по жиму штанги лёжа.

## Личная жизнь
Отец Карен Авакян — бизнесмен; мать Зоя Авакян — домохозяйка. У Ишхана есть брат Вячеслав и сестра Ануш.
У Ишхана есть дочка Лея.